# Federia
Il Federia è un torrente della Provincia di Sondrio.

## Idrografia
Nasce in Val Federia (nelle Alpi Retiche) nei pressi dell'omonimo passo alpino a circa 2900 mt. di altezza. Scendendo, percorre tutta la valle (posta a ovest rispetto alla valle di Livigno) per sfociare nel Lago del Gallo subito a Nord-Est dell'abitato, a poca distanza dal punto in cui lo Spöl entra nello stesso lago.
Essendo affluente dello Spöl (era immissario diretto, prima dell'ampliamento del bacino artificiale del Lago del Gallo) afferisce al bacino idrico del Mar Nero come, d'altronde, tutte le acque della valle di Livigno.
Il suo affluente principale è il torrente Calchéira la cui affluenza avviene in località Ponte di Calcheira, poco lontana dal centro di Livigno.